# سه‌گانه سه طعم کورنتو

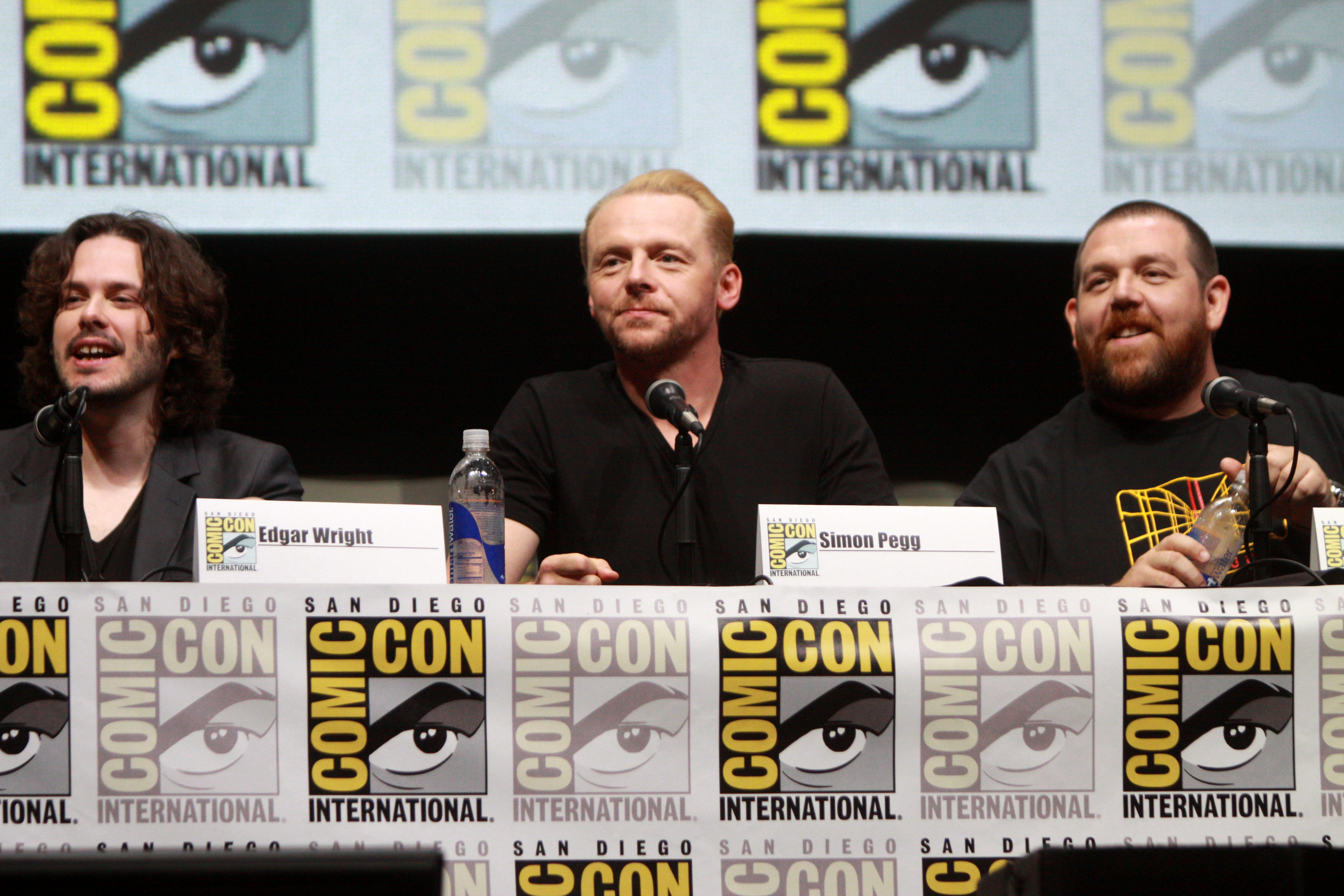
ادگار رایت، سایمون پگ و نیک فراست در مراسم کامیک کان

سه‌گانه سه طعم کورنتو (به انگلیسی: Three Flavours Cornetto trilogy) که همچنین با نام‌های سه‌گانه کورنتو و سه‌گانه خون و بستنی شناخته شده است، مجموعه فیلم‌های انگلیسی در ژانر کمدی هجو است که توسط ادگار رایت خلق شده است. رایت به همراه سایمون پگ فیلم‌نامه هر سه قسمت را نوشته و خودش نیز آن را کارگردانی کرده است. سایمون پگ به همراه نیک فراست دو بازیگر اصلی سه‌گانه هستند. مارتین فریمن، پدی کانسیداین، بیل نای، ریف اسپال، ریس شیراسمیت و مایکل اسمایلی نیز دیگر بازیگران مجموعه هستند. سه قسمت مجموعه شامل شان می‌میرد (۲۰۰۴)، پلیس خفن (۲۰۰۷) و ورلدز اند (۲۰۱۳) هرکدام داستان و شخصیت‌های متفاوت اما بازیگرانی یکسان دارند. در هر سه قسمت یکی از ژانرهای سینمایی مورد هجو قرار گرفته است.
سه‌گانه کورنتو با واکنش بسیار مثبت منتقدان همراه بود و در زمینه تیم بازیگری و خلاقیت داستانی مورد تحسین قرار گرفت.این مجموعه فیلم‌ها ۱۵۶ میلیون دلار در سرار جهان فروش کردند در حالی که بودجه ساخت هر سه آن‌ها ۳۸ میلیون دلار است.
نام مجموعه اشاره به یک بستنی ایتالیایی به نام کورنتو دارد که شخصیت‌های در هر قسمت آن را مصرف می‌کنند.